# Elton Rohnelt
Elton da Luz Rohnelt ou simplesmente Elton Rohnelt (São Lourenço do Sul, 27 de janeiro de 1941) é um empresário e político brasileiro.

## Biografia
Nascido em São Lourenço do Sul município do Rio Grande do Sul, filho de Edgar de Moura Rohnelt e Ivanovska da Luz Rohnelt, transferiu-se para Porto Alegre, entre 1956 e 1960 onde foi pára-quedista militar do Ministério do Exército e durante toda sua vida exerceu diversos cargos públicos e privados.
O apelido de “Homem do Revólver de Ouro” como ficou conhecido na Amazônia, tem origem no fato que Elton Rohnelt teve uma arma apreendida pelo Exército Brasileiro porque era de uso exclusivo das Forças Armadas.
Tendo sido garimpeiro em parte de sua vida esteve ligado a polêmicas com mineração em terras indígenas, sendo que na década de 1980, liderou uma invasão em terras indígenas Yanomami, em 2020 esteve ligado a criação do Projeto de Lei (PL) 191/2020, que autoriza a mineração em terras indígenas, que foi votado em 2022 para um requerimento de urgência, sendo aprovado pela Câmara dos Deputados por 279 votos a favor, 180 contrários e três abstenções.

## Trajetória política

### Suplência de deputado federal em 1990
Em 1990 Elton Rohnelt concorreu à uma cadeira na Câmara dos Deputados do Brasil por Roraima pelo PDC, conseguindo 428 votos e ficando como suplente do partido.

### Deputado federal eleito em 1994
Em 1994 Elton Rohnelt concorreu novamente à uma cadeira na Câmara dos Deputados do Brasil por Roraima, desta vez pelo PSC, sendo eleito com 2.969 votos, empossado em fevereiro de 1995.

### Candidatura à reeleição em 1998
Em 1998 Elton Rohnelt concorreu pela terceira vez à uma cadeira na Câmara dos Deputados do Brasil por Roraima, desta vez buscando a reeleição, mas pelo PFL, conseguindo 3.289 votos e ficando como suplente do partido, mas em fevereiro de 1999 na condição de suplente ocupou uma vaga na Câmara deixada pelo deputado federal Salomão Cruz, que se licenciou de seu mandato para ocupar a Secretaria de Agricultura no segundo governo de Neudo Campos, exercendo o mandato até maio de 2000 e reassumindo em janeiro de 2003 e permanecendo no cargo até o fim do mandato em fevereiro daquele ano.

### Quarta candidatura nas eleições de 2010 para deputado federal
Em 2010 Elton Rohnelt, após não participar de alguns pleitos concorreu pela quarta vez à uma cadeira na Câmara dos Deputados do Brasil por Roraima, desta vez pelo PSDB, conseguindo 2.286 votos e ficando como suplente do partido.

### Quinta candidatura nas eleições de 2014 para deputado federal
Em 2014 Elton Rohnelt, concorreu pela quinta vez à uma cadeira na Câmara dos Deputados do Brasil por Roraima, novamente pelo PSDB, conseguindo 920 votos e ficando como suplente do partido.

### Outras atuações na política
Foi vice-líder do governo do presidente Fernando Henrique Cardoso e assessor do gabinete pessoal do presidente Michel Temer.

### Desempenho eleitoral
| Ano  | Eleição             | Cargo            | Partido | Votos       | Resultado |
| ---- | ------------------- | ---------------- | ------- | ----------- | --------- |
| 1990 | Estadual de Roraima | Deputado Federal | PDC     | 428 votos   | Suplente  |
| 1994 | Estadual de Roraima | Deputado Federal | PSC     | 2.969 votos | Eleito    |
| 1998 | Estadual de Roraima | Deputado Federal | PFL     | 3.289 votos | Suplente  |
| 2010 | Estadual de Roraima | Deputado Federal | PSDB    | 2.286 votos | Suplente  |
| 2014 | Estadual de Roraima | Deputado Federal | PSDB    | 920 votos   | Suplente  |